# NGC 6294
NGC 6294 је двојна звезда у сазвежђу Змијоноша која се налази на NGC листи објеката дубоког неба.
Деклинација објекта је - 26° 34' 25" а ректасцензија 17h 10m 16,1s. Привидна величина (магнитуда) објекта NGC 6294 износи 8,3. NGC 6294 је још познат и под ознакама ESO 519-**6.